# Chionaspis trochodendri
Chionaspis trochodendri är en insektsart som först beskrevs av Takahashi 1936.  Chionaspis trochodendri ingår i släktet Chionaspis och familjen pansarsköldlöss.
Artens utbredningsområde är Taiwan. Inga underarter finns listade i Catalogue of Life.